# Der Stier von Olivera
Der Stier von Olivera ist eine Oper in drei Akten von Eugen d’Albert. Das Libretto verfasste Richard Batka nach einem Drama von Heinrich Lilienfein. Die Uraufführung der Oper war am 10. März 1918 am Stadttheater Leipzig.

## Handlung

### Erster Akt
Der französische Offizier Saint-Vallier und einige seiner Soldaten sind auf Schloss Olivera einquartiert. Der Schlossherr Marqués de Barrios, Grande von Kastilien, ist entschlossen, die verhassten Besatzer zu töten, und versucht, sie durch Zuvorkommenheit in Sicherheit zu wiegen. Er lädt zu einem festlichen Abendessen, bei dem die französischen Besatzer meuchlings ermordet werden sollen. Bevor er seinen Plan ausführen kann, muss er jedoch das Volk besänftigen. Die Franzosen haben das Sakrileg begangen, den für die Corrida vorgesehenen Stier zu töten.
Im letzten Moment wird die Verschwörung durch den unerbittlichen General Guillaume entdeckt. Barrios und seine Familie sollen auf Geheiß des Generals füsiliert werden. Als Juana, die gleichermaßen schöne wie stolze Tochter des Marqués, für ihren jungen Bruder Manuel um Gnade bittet, willigt Guillaume ein, unter der Bedingung, dass sie seine Frau werde. Hin- und hergerissen bittet Juana schließlich um des Generals Arm.

### Zweiter Akt
Nach der Hochzeit erkennt Juana rasch ihre Macht über den missgestalteten Franzosen und beginnt, von Hass und Rachsucht getrieben, ein zynisches und lebensgefährliches Spiel, indem sie den in Liebe entflammten, aber an seiner Hässlichkeit leidenden General zum Hahnrei macht. Sie lässt ihren Vetter und insgeheimen Verlobten Don Perez y Lara kommen, nachdem sie ihm nach ihrer Heirat heimlich Briefe geschrieben hatte. Diese wurden abgefangen und dem General zugeleitet, so dass er die wahren Gefühle Juanas erkennt.
Ein Kartenspiel soll zwischen ihm und Perez entscheiden. Perez unterliegt im Spiel und soll, herausgeschnitten durch Dupont, ein Auge verlieren. Im letzten Moment wirft sich Juana schützend vor Perez. Als Guillaume triumphierend vor Juana steht, verfällt er erneut ihrer Schönheit.

### Dritter Akt
Der französische Kaiser Napoleon wähnt den General aufgrund seiner Ehe mit einer Spanierin und deren Verbindung zu Don Perez einen Verräter. Guillaume will dem Kaiser entgegenfahren und sich rechtfertigen. Zuvor kommt es zwischen Juana und dem General zu einer heftigen Aussprache und Offenbarung ihrer unvereinbaren Gefühle. Guillaume verzweifelt ob seiner unbändigen Liebe zu Juana. Erst als sie ihn überreden will, Napoleon zu verraten, erkennt er seine Verblendung und ersticht sie.
Napoleon trifft ein, um über Guillaume zu richten, verzeiht ihm aber angesichts der Leiche Juanas. Als der Rückzug des Kaisers gefährdet ist, opfert sich Guillaume für ihn. Er überlässt Napoleon seinen eigenen Wagen und fährt in des Kaisers Kutsche den im Hinterhalt lauernden Rebellen in die Arme.